# بيتر تايلور (لاعب كريكت أسترالي)
بيتر تايلور (22 أغسطس 1956 بسيدني في أستراليا - ) (بالإنجليزية: Peter Taylor)‏ هو لاعب كريكت أسترالي. لعب مع فريق جنوب ويلز الجديد للكريكت ‏ وفريق كوينسلاند للكريكت ‏.

## وصلات خارجية
- بيتر تايلور على موقع إي آس بي آن كريك إنفو (الإنجليزية)